# Campionatul Mondial Universitar de Handbal Feminin
Campionatul Mondial Universitar de Handbal Feminin este o competiție internațională de handbal organizată de Federația Internațională a Sportului Universitar (FISU). Turneul are loc la fiecare doi ani, începând cu anul 1994. Handbalistele care participă la competiție trebuie să fie în mod obligatoriu studente.
În paralel cu Campionatul Mondial Feminin, FISU organizează și Campionatul Mondial Masculin. Inițial separate, începând din 2006 competiția feminină și cea masculină se desfășoară în aceeași perioadă și în același oraș.

## Listă campionate
| Campionat Mondial Universitar | Țară organizatoare | Oraș gazdă  | Perioadă                                       | Aur                                            | Argint                                         | Bronz                                          | România                                        |
| CM Universitar din 1994       | Slovacia           | Bratislava  | 20–26 iunie 1994                               | Cehia                                          | Slovacia                                       | România                                        | Loc 3                                          |
| CM Universitar din 1996       | Bulgaria           | Sofia       | 24 august–4 septembrie 1996                    | Rusia                                          | Polonia                                        | România                                        | Loc 3                                          |
| CM Universitar din 1998       | Polonia            | Wrocław     |                                                | Țările de Jos                                  | România                                        | Cehia                                          | Loc 2                                          |
| CM Universitar din 2000       | Franța             | Besançon    | 25 iunie–2 iulie 2000                          | Rusia                                          | România                                        | Slovacia                                       | Loc 2                                          |
| CM Universitar din 2002       | Spania             | Valencia    | 25 iunie–3 iulie 2002                          | România                                        | Spania                                         | Cehia                                          | Loc 1                                          |
| CM Universitar din 2004       | Veliko Tărnovo     | Bulgaria    | Nu s-a mai desfășurat                          | Nu s-a mai desfășurat                          | Nu s-a mai desfășurat                          | Nu s-a mai desfășurat                          | Nu s-a mai desfășurat                          |
| CM Universitar din 2006       | Polonia            | Gdańsk      | 1–9 iulie 2006                                 | Polonia                                        | Ungaria                                        |                                                | Nu a participat                                |
| CM Universitar din 2008       | Italia             | Veneția     | 5–13 iulie 2008                                | Turcia                                         | Ungaria                                        | România                                        | Loc 3                                          |
| CM Universitar din 2010       | Ungaria            | Nyíregyháza | 28 iunie–4 iulie 2010                          | Ungaria                                        | România                                        | Cehia                                          | Loc 2                                          |
| CM Universitar din 2012       | Brazilia           | Blumenau    | 21 iunie–1 iulie 1996                          | Cehia                                          | România                                        | Polonia                                        | Loc 2                                          |
| CM Universitar din 2014       | Portugalia         | Guimarães   | 3–10 august 2014                               | Brazilia                                       | Rusia                                          | Coreea de Sud                                  | Loc 4                                          |
| CM Universitar din 2016       | Spania             | Málaga      | 27 iunie–3 iulie 2016                          | Spania                                         | România                                        | Polonia                                        | Loc 2                                          |
| CM Universitar din 2018       | Croația            | Rijeka      | 30 iulie–5 august 2018                         | Japonia                                        | Brazilia                                       | Coreea de Sud                                  | Loc 7                                          |
| CM Universitar din 2020       | Polonia            | Łódź        | Ediție anulată din cauza pandemiei de COVID-19 | Ediție anulată din cauza pandemiei de COVID-19 | Ediție anulată din cauza pandemiei de COVID-19 | Ediție anulată din cauza pandemiei de COVID-19 | Ediție anulată din cauza pandemiei de COVID-19 |
| CM Universitar din 2022       | Kosovo             | Priștina    | 11–17 iulie 2022                               | Coreea de Sud                                  | Spania                                         | Kosovo                                         | Cehia                                          |
| CM Universitar din 2024       | Madrid             | Spania      | 24–30 iunie 2024                               |                                                |                                                |                                                |                                                |